# دندنیه
دندنیه (به عربی: دندنیة) یک روستا در سوریه است که در ناحیه مرکز منبج واقع شده‌است. دندنیه ۶۸۳ نفر جمعیت دارد.